# Ripponden
Ripponden – wieś w Anglii, w hrabstwie ceremonialnym West Yorkshire, w dystrykcie metropolitalnym Calderdale. Leży 30 km na południowy zachód od miasta Leeds i 270 km na północny zachód od Londynu. W 2001 miejscowość liczyła 6412 mieszkańców.